# Desk Set
Desk Set és una pel·lícula estatunidenca dirigida per Walter Lang i estrenada l'any 1957.

## Argument[2]
Bunny Watson és una documentalista responsable de la biblioteca de referència de la Federal Broadcasting Network a Midtown Manhattan. Els bibliotecaris de referència són els responsables d'investigar fets i respondre preguntes per al públic en general sobre tot tipus de temes, grans i petits. Bunny ha estat involucrat sentimentalment durant set anys amb l'executiu de la xarxa en ascens Mike Cutler, però sense casar-se a la vista.
L'enginyer de mètodes i expert en eficiència Richard Sumner és l'inventor d'EMERAC ("Memòria electromagnètica i calculadora aritmètica de recerca"), sobrenomenada "Emmy", un potent ordinador de primera generació (anomenat aleshores "cervell electrònic"). Entre en escena per veure com funciona la biblioteca i dimensionar-la per instal·lar una de les seves màquines massives. Malgrat la intransigència inicial de Bunny, en Richard es sorprèn i l'intriga de descobrir com és d'increïblement capaç i atractiva. Quan el seu personal descobreix que arriba l'ordinador, arriben a la conclusió que estan sent substituïts. Després d'una situació innòcua però aparentment salada en la qual Mike entra a l'apartament d'en Bunny, reconeix que el Richard gran s'ha convertit en un rival romàntic i comença a voler comprometre's amb Bunny.
La por de Bunny a l'atur sembla confirmada quan ella i tots els membres del seu personal reben un full d'"acomiadament" rosa imprès per un nou EMERAC similar ja instal·lat a la nòmina. Però resulta que va ser un error: la màquina va acomiadar tothom de l'empresa, inclòs el president. La xarxa ha mantingut tot el silenci per evitar avisar als competidors que hi havia una fusió en marxa. En lloc de substituir el personal investigador, es va instal·lar "Emmy" per ajudar els empleats a fer front al treball addicional. Amb l'amenaça de desplaçament fora del camí, Richard revela el seu interès romàntic a Bunny, però ella creu que EMERAC sempre serà el seu primer amor. Ho nega, però aleshores en Bunny el posa a prova, pressionant la màquina més enllà dels seus límits. Richard resisteix l'impuls d'arreglar-ho el màxim de temps possible, però finalment cedeix i obliga a un tancament d'emergència. Aleshores, Bunny accepta la seva proposta de matrimoni.

## Producció
La pel·lícula va ser produïda de la Twentieth Century Fox Film Corporation.

## Distribució
Distribuït de la Twentieth Century Fox Pel·lícula Corporation, la pel·lícula va sortir en les sales cinematogràfiques EUA el 1º maig 1957.

## Repartiment
- Spencer Tracy: Richard Sumner
- Katharine Hepburn: Bunny Watson
- Gig Young: Mike Cutler
- Joan Blondell: Peg Costello
- Dina Merrill: Sylvia Blair
- Sue Randall: Ruthie Saylor
- Neva Patterson: Miss Warriner
- Harry Ellerbe: Smithers
- Nicholas Joy: Mr. Azae
- Diane Jergens: Alice
- Merry Anders: Cathy
- Rachel Stephens: Recepcionista